# Ulrich Hofmann (Physiker)

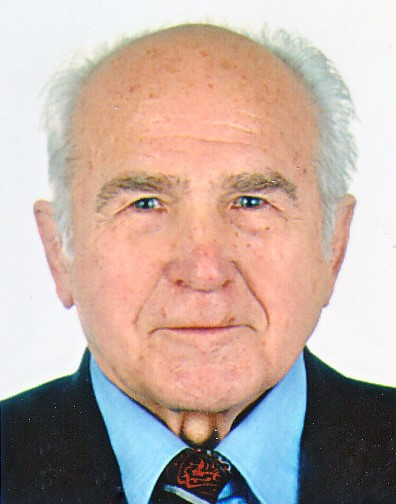
Ulrich Hofmann (2015)

Ulrich Max Richard Hofmann (* 26. Juni 1931 in Dolsthaida, Kreis Liebenwerda) ist ein deutscher Physiker auf dem Gebiet Festkörperphysik. Er war von 1970 bis 1990 Vizepräsident der Akademie der Wissenschaften der DDR. Nach der Abwicklung der Akademie war er als Firmenberater tätig.

## Leben und Ausbildung

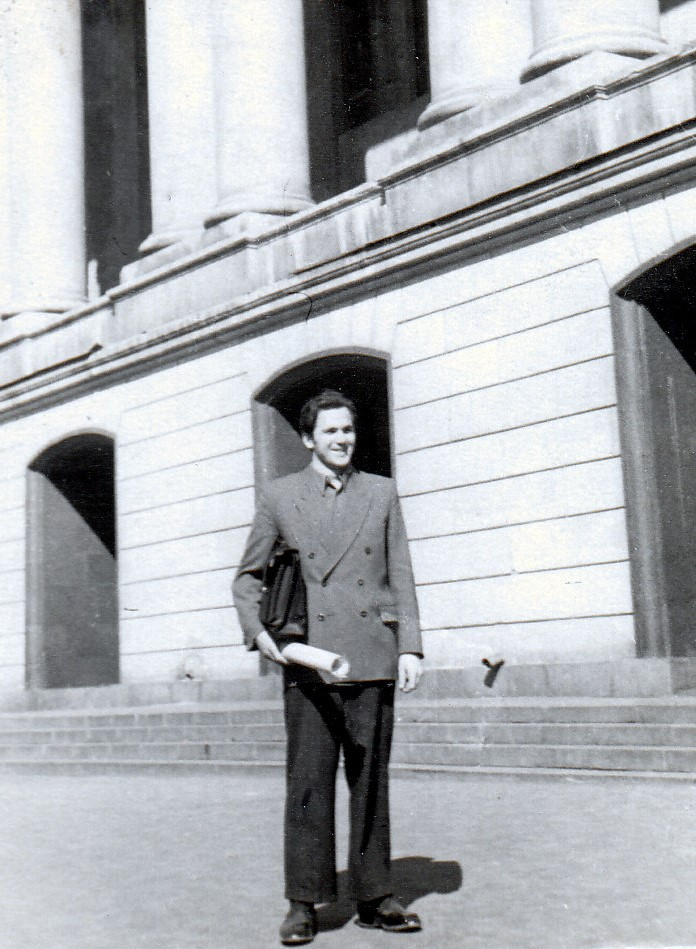
Ulrich Hofmann als Maschinenbau-Student vor dem Hauptgebäude des Moskauer Energetischen Instituts (Technische Universität), 1952

Ulrich Hofmann ist der Sohn des Industriekaufmanns und Magazinverwalters Max Hofmann und dessen Frau Marta Hofmann geborene Pohle. Seit 1958 war er mit der Museumspädagogin Oktjabrina Wartanowna Hofmann geborene Abgarjan verheiratet, die 2018 verstorben ist. Der Ehe entstammen die beiden Töchter Ilona-Carmen Leisenberg geborene Hofmann (* 1959) und Simone Hofmann (* 1964).
Von 1937 bis 1941 besuchte er die Volksschule Dolsthaida. Daran anschließend war er Schüler an der Privaten Oberschule in Lauchhammer bis zum Ende des Zweiten Weltkrieges.
Im Juni 1945 trat er bei der damaligen Sowjetischen Aktiengesellschaft Kombinat „Friedländer“, Mückenberg, in die Lehre ein, die er 1948 als Bergmaschinenmann und Betriebsschlosser mit dem Facharbeiterbrief abschloss. Danach war er sechs Monate als Monteur bei der Errichtung eines Kraftwerkes im Braunkohlenkombinat „Pfännerhall“ in Braunsbedra bei Merseburg tätig.
Im 1. Halbjahr 1949 nahm Hofmann an einem Vorbereitungslehrgang für das Ingenieurstudium in der Kreisberufsschule Bad Liebenwerda in Elsterwerda teil. Von 1949 bis 1951 besuchte er die Arbeiter- und Bauern-Fakultät (ABF) der Martin-Luther-Universität Halle-Wittenberg in Halle (Saale) und bestand dort das Abitur.
Anschließend studierte er ein Jahr an der Technischen Hochschule Dresden das Fach Physik und danach ab 1952 ein Jahr am Moskauer Energetischen Institut das Gebiet Energiemaschinenbau. Von 1953 an studierte er Physik an der Lomonossow-Universität Moskau. Zu einem besonderen Höhepunkt seines Studiums gestalteten sich die Vorlesungen über theoretische Physik bei Lew Dawidowitsch Landau (Nobelpreis für Physik 1962). Mit einer experimentellen Arbeit Untersuchung der Temperaturabhängigkeit der Sättigungsmagnetisierung von Nickel-Kupfer-Legierungen und deren Suszeptibilität in starken Feldern schloss Ulrich Hofmann dort 1958 als Diplomphysiker sein Studium ab. Sein akademischer Lehrer war Jewgeni Iwanowitsch Kondorski.
Während seiner Studentenjahre in Moskau entwickelte sich eine enge Freundschaft zu seinem deutschen Kommilitonen der Physik Hardwin Jungclaussen, einem nahen Verwandten der weltbekannten Physiker Heinrich Hertz und Gustav Hertz, die ein Leben lang bestand.

## Forschungsinstitut für Spezialwerkstoffe Dresden an der Akademie der Wissenschaften

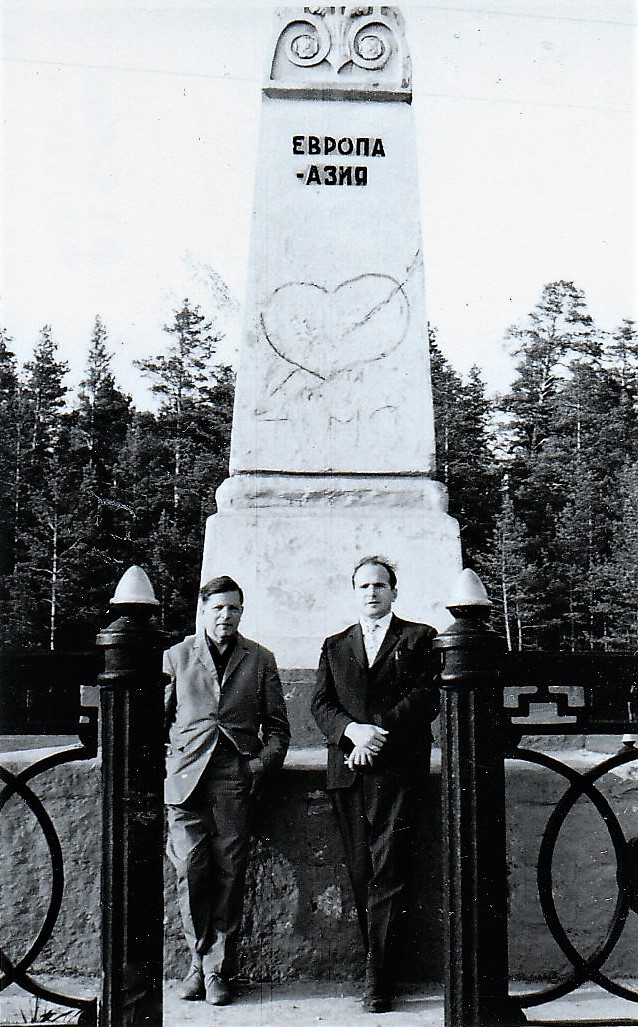
Ulrich Hofmann (rechts) mit seinem Doktorvater Günther Rassmann vor einem Grenzstein Europa-Asien bei Jekaterinburg im Ural (Mitte der 1960er Jahre)

Von 1958 bis 1969 war Hofmann am Forschungsinstitut für metallische Spezialwerkstoffe Dresden der Deutschen Akademie der Wissenschaften zu Berlin (DAW) tätig, das im Jahr 1952 von Friedrich Eisenkolb und Günther Rassmann gegründet worden war. Bis 1967 war er wissenschaftlicher Assistent, Oberassistent und Arbeitsgruppenleiter, ab 1967 Leiter des Bereiches „Physikalische und Chemische Grundlagen der Spezialwerkstoffe“ und Stellvertretender Institutsdirektor. 1969 wurde das Forschungsinstitut Teil des Zentralinstituts für Festkörperphysik und Werkstoffforschung und ist heute Teil des Leibniz-Instituts für Festkörper- und Werkstoffforschung.
Im Jahr 1966 wurde er an der Fakultät für Technologie der Technischen Universität Dresden mit der Dissertation Die Anfangspermeabilität hochpermeabler Legierungen auf Nickel-Eisen-Basis zum Doktoringenieur (Dr.-Ing.) promoviert. Seine Betreuer waren Akademiemitglied Friedrich Eisenkolb und Günther Rassmann, der ursprünglich Fabrikbesitzer war sowie Kunstliebhaber und Kunstkenner, daher zu jener Zeit auch zahlreiche Bilder von Lea Grundig und Hans Grundig kaufte. Im Jahr 1947 ist er enteignet worden, danach war er in der Lehre und Forschung tätig. Mitte der 1960er Jahre folgte Rassmann einer Einladung des hochdekorierten russischen theoretischen Physikers Sergei Wonsowski nach Jekaterinburg (damals Swerdlowsk) und wurde hierbei von Ulrich Hofmann begleitet, um dort das Akademie-Institut für Metallphysik zu besuchen und wissenschaftliche Erfahrungen auszutauschen. Wonsowski weilte später auch in Dresden, und der wechselseitige wissenschaftliche Meinungsaustausch wurde über viele Jahre postalisch fortgeführt.
Zu den Aufgaben von Hofmann im Institut gehörte der Aufbau eines Laboratoriums für Untersuchungen der magnetischen Grundgrößen wie Curie-Temperatur, Magnetisierung, Kristallenergie und Magnetostriktion an poly- und monokristallinen homogenen Stoffen. Diese Untersuchungen wurden in Abhängigkeit von verschiedenen Größen wie Temperatur, Magnetfeld, chemische Zusammensetzung und Ordnungszustand vorgenommen.
So ist es ihm gelungen, allgemein gültige Beziehungen zwischen der chemischen Zusammensetzung und den magnetischen sowie elektrischen Eigenschaften höchstpermeabler Nickel-Eisen-Zusatzmetall-Legierungen herzustellen und elektronentheoretisch zu deuten (Aufstellung einer Valenz-Regel). Auf diese Weise konnte eine ganze Werkstoffgruppe klassifiziert werden. Überdies konnte der eindeutige Beweis erbracht werden, dass die zweite magnetokristalline Anisotropiekonstante von Nickel negativ ist.
Weitere Untersuchungen betrafen z. B. die magnetischen Grundkonstanten von Kobalt, die Wärmeausdehnung von Eisen-Nickel-Legierungen (Invar) und von Eisen-Platin-Legierungen, die Dickenabhängigkeit der Sättigungsmagnetisierung dünner Nickel-Schichten bis hinab in den Nanometerbereich und magnetische Eigenschaften pulvermetallurgisch hergestellter Legierungen.
Als Leiter des Bereiches Physikalische und Chemische Grundlagen der Spezialwerkstoffe oblag ihm unter anderem die Betreuung folgender Arbeitsgebiete: Strukturuntersuchungen (Elektronenmikroskopie, Röntgenographie, Neutronenstreuung, Mößbauerspektroskopie), Texturuntersuchungen, Theorie (magnetische, elektrische und mechanische Eigenschaften), metallkundliche Analyse, Untersuchungen bei tiefen Temperaturen sowie spezielle Probleme der Pulvermetallurgie.
Während seiner Tätigkeit im Institut und danach betreute Hofmann zahlreiche Ingenieurpraktika, Beleg- und Staatsexamensarbeiten sowie Doktorarbeiten.
Wertvolle Erfahrungen in der Wissenschaftsleitung und -organisation sammelte er von 1962 bis 1967 während seiner Tätigkeit als nebenamtlicher wissenschaftlicher Referent für Physik in der Forschungsgemeinschaft der mathematischen, naturwissenschaftlichen und medizinischen Institute der Deutschen Akademie der Wissenschaften zu Berlin unter den Akademiemitgliedern Hans Frühauf und Robert Rompe. In dieser Zeit entstanden auch vielfältige Arbeitsbeziehungen zu in Dresden ansässigen Akademieinstituten, zum Beispiel zur wissenschaftlichen Schule für Regelungstechnik und Technische Kybernetik von Heinrich Kindler, dem Gründer des ersten Instituts für Regelungstechnik im deutschsprachigen Raum – in diese Beziehungen waren auch Kindlers Schüler und spätere Professoren Karl Reinisch und Heinz Töpfer eingebunden –, oder zum Institut für angewandte Physik der Reinststoffe, dessen Gründer und Direktor Ernst Rexer war.
Zu Beginn des Jahres 1969 wurde Hofmann zum Leiter des Forschungsbereiches Werkstoffwissenschaften der Deutschen Akademie der Wissenschaften zu Berlin (DAW) berufen, an dessen Konzipierung und Entwicklung er wesentlichen Anteil hatte. Im selben Jahr erfolgte seine Berufung zum Honorarprofessor für Festkörperphysik an der Technischen Universität Dresden und nachfolgend 1983 seine Ernennung zum Professor an der Akademie der Wissenschaften der DDR (AdW) durch den damaligen Präsidenten Werner Scheler.

## Akademie der Wissenschaften in Berlin

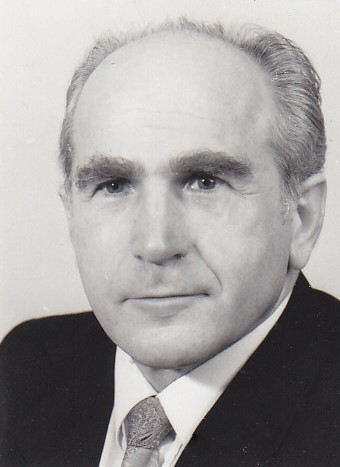
Ulrich Hofmann während seiner Zeit als 1. Vizepräsident der AdW (1980er Jahre)

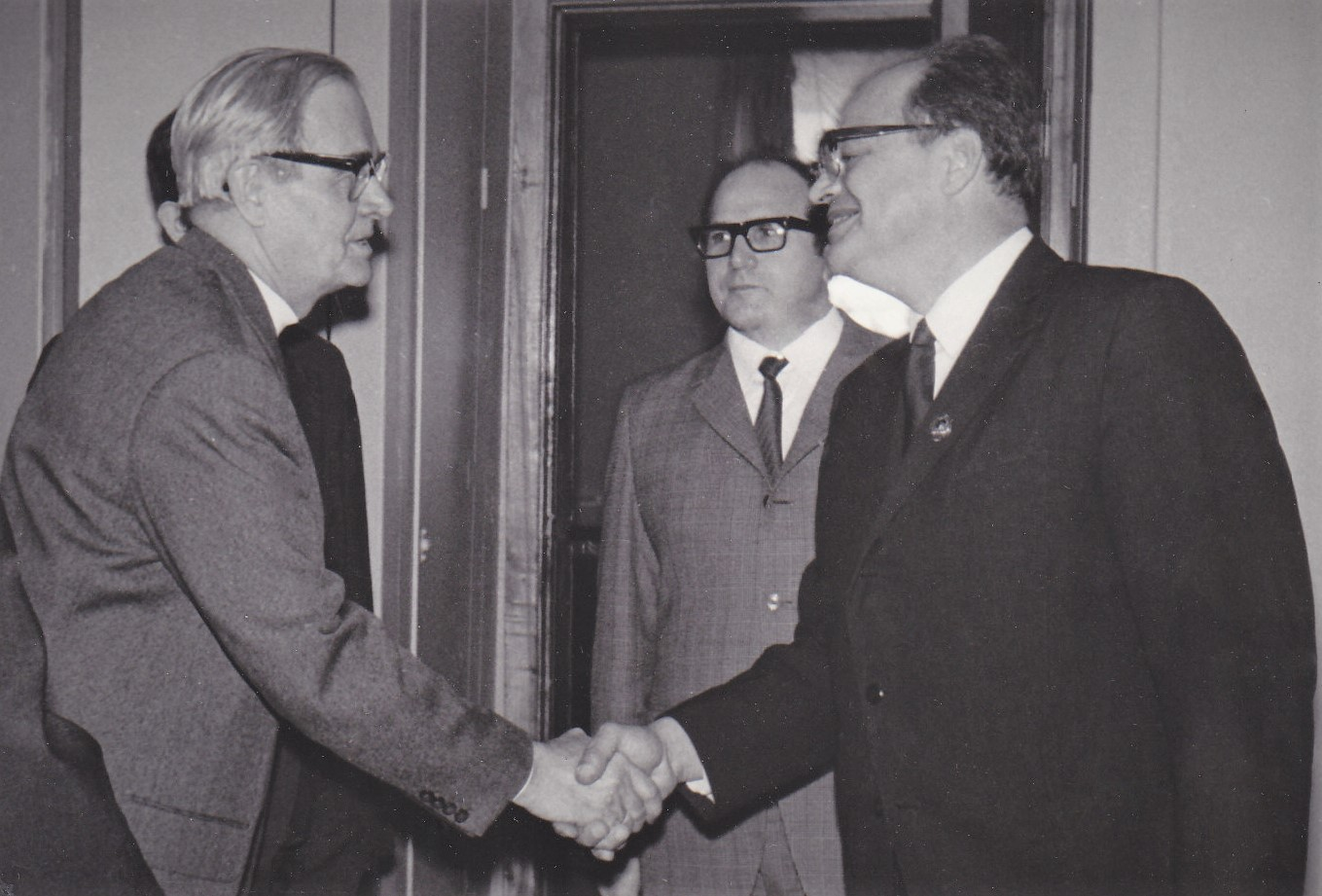
Im Lebedew-Institut für Physik 1973 in Moskau. Von rechts: Nikolai Gennadijewitsch Bassow, Institutsdirektor (Physik-Nobelpreis 1964); Ulrich Hofmann, Vizepräsident und Hermann Klare, Präsident der AdW der DDR

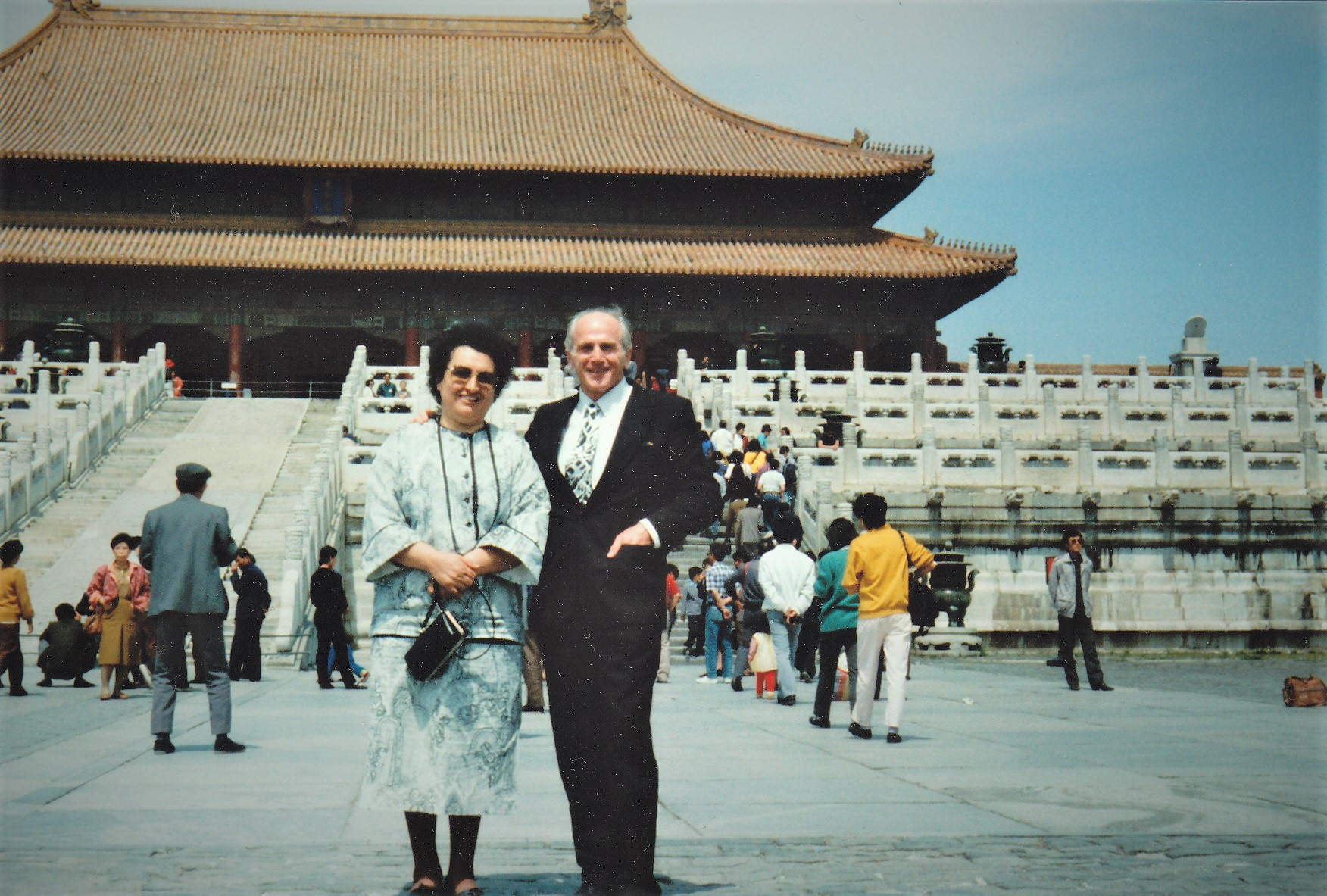
Ulrich Hofmann mit Ehefrau Oktjabrina Wartanowna Hofmann in der VR China, Akademie der Wissenschaften (1989)

Im Jahre 1970 wurde Hofmann zum Ordentlichen Mitglied der Gelehrtengesellschaft der Deutschen Akademie der Wissenschaften zu Berlin gewählt. Im September 1970 erfolgte seine Ernennung zum Stellvertreter des Präsidenten Hermann Klare für die Gebiete Forschung und Planung, 1972 die Wahl zum Vizepräsidenten der DAW und 1980 zum 1. Vizepräsidenten der AdW. Zu seinen Aufgaben gehörten insbesondere: Prognose und Profil der Forschung; Planung und Organisation der Forschung; innerstaatliche Kooperation; materielle, technische und finanzielle Voraussetzungen der Forschung; Patent- und Lizenzwesen; wissenschaftliche Information und Bibliothekswesen.
Hofmann hatte Anteil an der Ausarbeitung der Prinzipien zur Leitung, Planung und Finanzierung der Forschung der Akademie der Wissenschaften der DDR und des Ministeriums für Hoch- und Fachschulwesen der DDR (Forschungsverordnung), wie sie 1972 in Kraft gesetzt wurden. Beide Institutionen führten nach der Hochschul- und Akademiereform von 1968/1972 die Grundlagenforschung wieder in eigener Verantwortung und Auftraggeberschaft aus.
Intensiv befasst hat sich Hofmann mit der Ausarbeitung einer Konzeption zur langfristigen Entwicklung der mathematischen und naturwissenschaftlichen Grundlagenforschung sowie der Grundlagenforschung ausgewählter technischer Richtungen im Bereich der Akademie der Wissenschaften und des Ministeriums für Hoch- und Fachschulwesen, die erstmals für den Zeitraum 1975 bis 1990 beschlossen und dann alle fünf Jahre präzisiert und fortgeschrieben wurde.
Unter dem Gesichtspunkt der besseren Aufgabenfindung für die Forschung und der Ergebnisüberführung in die Produktion wirkte Ulrich Hofmann an der Herstellung produktiver Beziehungen der Akademie zu den Fachministerien der DDR und vor allem zu den Kombinaten und Betrieben mit. Sein besonderes Anliegen war es, die Zusammenarbeit mit der Akademie der Wissenschaften der UdSSR zu entwickeln und zu vertiefen. Seine Bemühungen galten überdies der Zusammenarbeit zum Beispiel mit den Zentralen Institutionen der Grundlagenforschung in Frankreich, Italien, Japan, der Ukraine, der Tschechoslowakei und in Nordkorea sowie in China.
Auf Einladung der Akademie der Wissenschaften hielt er sich im April 1989 in der Zeit vor dem Tian’anmen-Massaker in der VR China auf, um die wissenschaftliche Zusammenarbeit auszubauen.
Besondere Unterstützung und Förderung in seiner Tätigkeit an der Akademie erfuhren der wissenschaftliche Gerätebau mit dem Ziel, die technische Basis für die Forschung auch durch eigene Maßnahmen zu verbessern beziehungsweise auf dem erforderlichen Stand zu halten, sowie der Aufbau und die Förderung moderner Forschungsgebiete wie Kybernetik, Informatik, Kommunikation und Automatisierung, die sich in neu gegründeten Instituten entwickelten. In diesem Zusammenhang ist auch sein Vorsitz im „Rat für Forschungstechnologie und wissenschaftlichen Gerätebau“ sowie in der Klasse „Informatik, Kybernetik und Automatisierung“ der AdW zu sehen.

## Tätigkeit in der Wirtschaft
Im Juni 1990 wurde Hofmann als 1. Vizepräsident vom damaligen Ministerpräsidenten Lothar de Maizière abberufen, am 2. Oktober 1990 gekündigt, und im Januar 1991 beendete er seine Tätigkeit in der Akademie auf eigenen Wunsch vor Ablauf der Kündigungsfrist.
Im Februar 1991 fand Hofmann bei der Treuhand und Beratung Aktiengesellschaft (TREBAG), München, eine neue Anstellung, nachdem er potenzielle Geschäftspartner in Russland vermitteln konnte.
Mitte 1992 wurden die Mitarbeiter der Berliner TREBAG-Filiale durch die Münchener Gruppe von Albrecht Graf Matuschka übernommen. Im Prinzip wurde die Tätigkeit fortgesetzt und zwar mit mehr Möglichkeiten, welche die Matuschka-Gruppe bot, aber mit weniger Möglichkeiten hinsichtlich der Finanzierung von Projekten durch Russland nach Auflösung der Sowjetunion.
Ein Aufgabengebiet bestand in der Vermittlung russischer, weißrussischer und chinesischer Käufer von Betrieben in Ostdeutschland beziehungsweise in der Identifizierung von ostdeutschen Betrieben für diese Käufer. Das betraf vorwiegend den Maschinenbau, die Textilindustrie, die Fahrradindustrie und Betriebe, die Haushaltsgeräte herstellten. Vermittelt wurde die Zusammenarbeit zwischen einem italienischen Elektronikkonzern und russischen Firmen auf dem Gebiet der Luftfahrtindustrie. Ferner konnte die Zusammenarbeit japanischer Firmen mit Instituten und Einrichtungen Russlands sowie Weißrusslands zum Technologietransfer nach Japan vermittelt werden.
Im Jahre 1992 haben zwei Hamburger Geschäftsleute, ein Berliner Kollege und Hofmann selbst als Gesellschafter die Incomar Consultancy and Marketing GmbH gegründet. Es war ein Versuch, eigenständig Projekte zu entwickeln und zwischen russischen und deutschen Firmen zu vermitteln. In diese Zeit fiel mit gleichem Ziel ferner die Gründung der deutsch-russisch-amerikanischen Firma Derusa GmbH, deren Gesellschafter Hofmann wurde.
Ende 1992 wurde ihm von der Metallgesellschaft AG, Frankfurt am Main, die Geschäftsführung des deutsch-russischen Gemeinschaftsunternehmens MPM Technologietransfer- und Vermarktungsgesellschaft mbH (MPM), deren Gründung am 31. März 1993 erfolgte, angetragen. Gesellschafter auf der russischen Seite war die Metalchim AG. Zum 1. April 1993 erhielt er einen Beratervertrag der Metallgesellschaft und wurde zum Geschäftsführer bestellt.

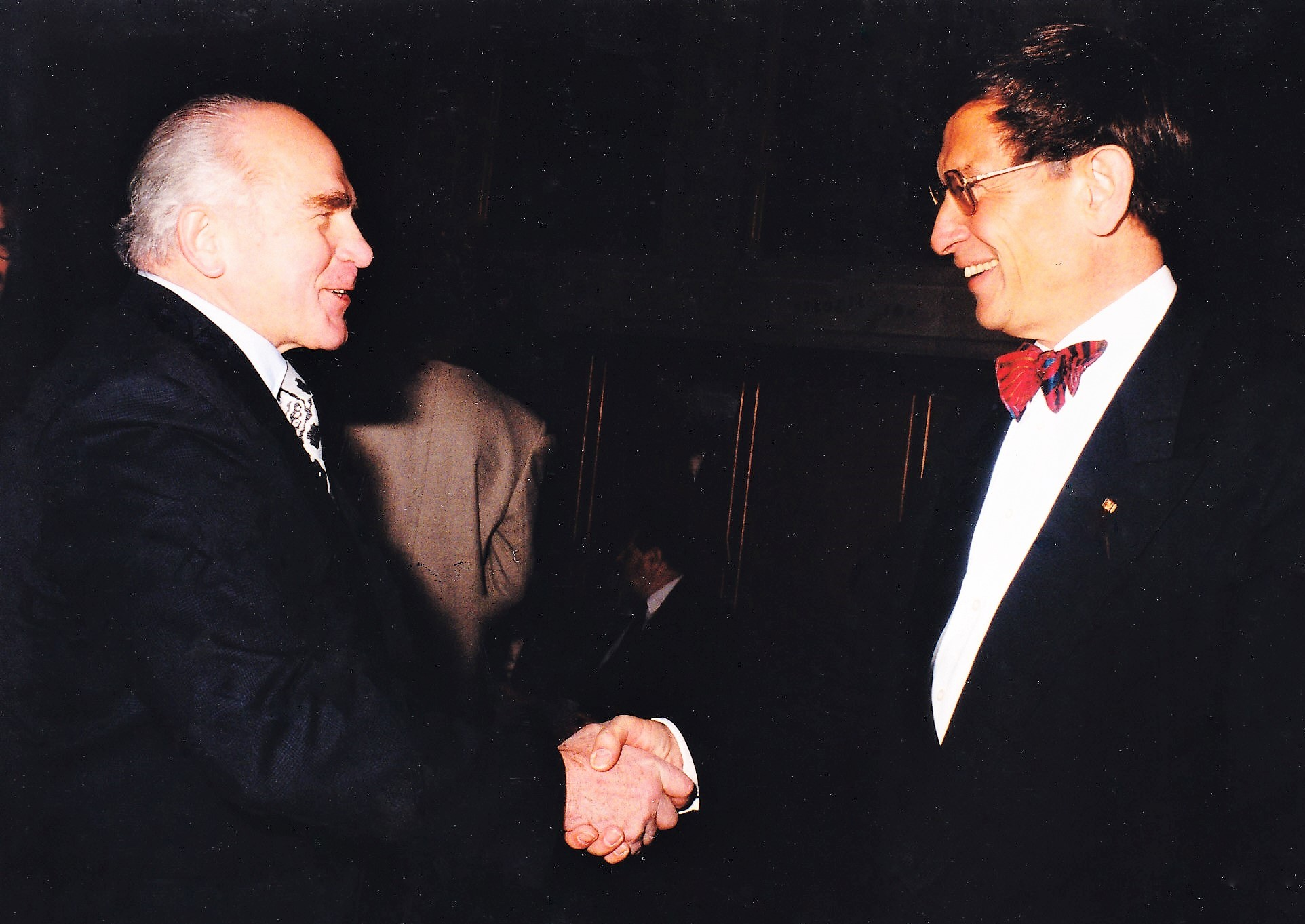
Gratulation durch Ulrich Hofmann (links) zum 60. Geburtstag von Heinz Riesenhuber (MdB) im Rathaus der Stadt Frankfurt am Main 1995

Zu seinen Aufgaben gehörte, die Firma mit einer Filiale in Moskau aufzubauen und stabile Arbeitsbeziehungen zwischen russischen Instituten und Firmen einerseits und den zahlreichen Tochtergesellschaften der Metallgesellschaft andererseits herzustellen. Vorsitzender des Beirates des Gemeinschaftsunternehmens war der Ex-Minister für die Verteidigungsindustrie der Sowjetunion, Boris Michailowitsch Beloussov, Mitglieder des Beirates waren der Ex-Bundesminister für Forschung und Technologie Heinz Riesenhuber und dessen Direktor, der Diplomat Oswald Schneidratus.
Einige wesentliche Arbeitsergebnisse sind nachfolgend aufgelistet: Vermittlung eines Auftrages an die Lurgi AG zur Entsorgung chemischer Kampfstoffe in Russland einschließlich Mitwirkung (Errichtung einer Pilotanlage durch die Lurgi AG in Russland Ende der 1990er Jahre); Patent-Lizenz-Beschaffung betreffend Feuerlöschmittel für die Dynamit Nobel AG; Vermittlung des Baues einer Müllverbrennungsanlage in Russland (Tula) durch die Lurgi AG einschließlich Mitwirkung; Organisation der Zertifizierung (Bauartzulassung) zweier russischer Betriebe in Tula für die Herstellung von Druckbehältern (Gasflaschen für Propan, Butan), Identifizierung deutscher (Löwengas) und französischer (Schneider) Käufer, Mitwirkung beim Export/Import; Vermittlung einer Produktionskooperation zwischen der Kolbenschmidt AG und russischen Herstellern von Kolben und Motorblöcken; Beschaffung von Technologien und Katalysatoren aus dem Institut für Katalyse, Novosibirsk, für die Lurgi AG (gemeinsame Patentanmeldungen, Patent-Lizenz-Verträge, Kooperationsverträge).
Da die MPM vorwiegend für die Lurgi AG, eine Tochter der Metallgesellschaft, tätig war, wurde sie im Jahre 1995 von dieser übernommen, jedoch im darauf folgenden Jahr mit der Begründung aufgelöst, dass einerseits stabile Geschäftsbeziehungen mit Russland hergestellt seien und andererseits permanente akute Finanzierungsprobleme in Russland größere Projekte nicht tragfähig erscheinen lassen.
Bis zur Beendigung seiner Tätigkeit für die Lurgi AG Mitte 1998 hatte Ulrich Hofmann vorwiegend mit der Liquidierung der MPM (Abwicklung und Einstellung der Geschäftstätigkeit), mit dem Transfer von Technologien (Katalysatoren) und mit der Projektentwicklung (Errichtung einer Glucose-Fructose-Fabrik in Russland) zu tun.
1998 war er Berater der Deutschen PhoneSat Holding AG in Berlin.
Im Jahr 1999 unternahm er gemeinsam mit drei weiteren Freischaffenden den Versuch, auf der Grundlage von Aufträgen deutscher Firmen Projekte in Richtung Zypern (Solarthermie, Photovoltaik, Windenergie, Abfallwirtschaft, Wasser/Abwasser) und in Richtung Russland (Luft- und Raumfahrttechnik, technische Produkte, Technologietransfer) zu entwickeln. Danach entwickelte und bearbeitete er Projekte allein.
Anfang 2002 wurde er wissenschaftlicher Berater der Advanced Technology Industries, Inc., Delaware, USA. Im Mittelpunkt seiner Tätigkeit stand die Entwicklung und Begleitung diverser technischer und anderer Projekte mit russischen Unternehmen sowie Technologietransfer. Zu nennen wären vor allem folgende: Begutachtung und Entwicklung einer neuartigen Technologie zur Herstellung von hochreinem Magnesiumoxid auf der Grundlage russischer Rohstoffe; Markterschließung in der Europäischen Union; Begutachtung und Entwicklung einer Technologie zur Herstellung von hochwertigem Vermiculit auf der Grundlage sibirischer Rohstoffe; Markterschließung in Deutschland. Diese Tätigkeit wurde zum Ende 2003 mit dem Verkauf der Firma an australisch-asiatische Interessenten beendet.
In den folgenden Jahren beschäftigte sich Hofmann mit der Suche nach deutschen Interessenten für das Projekt Kugelgetriebe.
2010 beendete Ulrich Hofmann seine berufliche Tätigkeit aus Altersgründen. Er lebt – bis 2018 zusammen mit seiner verstorbenen Frau – in Berlin-Mitte sowie in seinem Sommer-Wohnsitz in Prieros.

## Mitgliedschaften und Auszeichnungen (Auswahl)
- Physikalische Gesellschaft der DDR/Deutsche Physikalische Gesellschaft, seit 1958; Vorsitzender der Leitung des Fachverbandes Festkörperphysik (1974–1990),
- Mitglied des Rates des Internationalen Laboratoriums für hohe Magnetfelder und tiefe Temperaturen in Wrocław, Polen (1968–1974),
- Ordentliches Mitglied der Gelehrtengesellschaft der Deutschen Akademie der Wissenschaften zu Berlin (DAW), seit 1972 Akademie der Wissenschaften der DDR (AdW) (1970–1992),
- Mitglied des Gesellschaftlichen Rates der Technischen Universität Dresden (1972–1983),
- Mitglied der Zentralen Energiekommission der DDR (1976–1983),
- Mitglied des Internationalen Koordinierungskomitees für wissenschaftlichen Gerätebau und Automatisierung wissenschaftlicher Forschungen der Akademien der Wissenschaften Osteuropäischer Länder (1979–1988),
- Abgeordneter der Stadtverordnetenversammlung von Berlin (Ost) (1981–1990),
- Mitglied der Gesellschaft für Informatik der DDR bzw. der vereinigten Bundesrepublik (1985–1996),
- Sekretar (Vorsitzender) der Klasse Informatik, Kybernetik, Automatisierung der Akademie der Wissenschaften der DDR (1984–1992),
- Mitglied des Internationalen Organisationskomitees "Soft Magnetic Materials" (1987–1991),
- Mitglied der Leibniz-Sozietät der Wissenschaften zu Berlin seit 1993,
- Vaterländischer Verdienstorden (1974 und 1981),
- Banner der Arbeit (1977, 1988[10]),
- Johannes-Stroux-Medaille der AdW der DDR (1986),
- Ehrenurkunde für 50-jährige Mitgliedschaft in der von Gottfried Wilhelm Leibniz gegründeten Gelehrtengesellschaft, verliehen durch die Leibniz-Sozietät der Wissenschaften zu Berlin (2020).[11]

## Publikationen (Auswahl)
Aus den naturwissenschaftlichen Arbeiten von Hofmann sowie seinen Tätigkeiten mit wissenschaftsleitendem und wissenschaftsorganisatorischem Charakter sind rund 100 wissenschaftliche Publikationen hervorgegangen (vgl. auch Katalog der Deutschen Nationalbibliothek).
- Je. I. Kondorski, W. Je. Rode i U. Hofmann: Namagnitschennost nasystschenija nikel-mednych splawow pri niskich temperaturach. Akad. Nauk SSSR, ShETF 35 (1958) 549–550.
- Je. I. Kondorski, W. Je. Rode et U. Hofmann: Aimantation a saturation d'alliages nickel-cuivre a basses temperatures. Colloque International De Magnetisme, Paris: Centre National Recherche Sci. (1959) 131–133.
- W. Rode i U. Hofmann: Wospriimtschiwost nikel-mednych splawow w oblasti nasytschenija. Nautschnyje Doklady Wysschej Schkoly, Fisiko-matematitscheskije nauki 3 (1960) 148–150.
- Einige physikalische Eigenschaften gesinterter ferromagnetische Körper. Abhandlungen der Deutschen Akademie der Wissenschaften, Klasse Mathematik, Physik und Technik  (1962) 237–246.
- Zur Temperaturabhängigkeit und Vorzeichenbestimmung der magnetokristallinen Anisotropiekonstanten K2 von Nickel. Phys. stat. Sol. 7 (1964) K 145-150–G.
- Eigenschaften hochpermeabler Nickel-Eisen-Vanadin-Legierungen. Zeitschr. f. Angew. Physik 21 (1966) 5, 425–428.
- U. Hofmann; Heinz Stiller: Die Bestimmung der Curie-Temperatur von natürlichen Magnetiten mit Hilfe der Methode der thermodynamischen Koeffizienten. Zeitschr. f. Geophysik 32 (1966) 5/6, 267–279.
- Die Anfangspermeabilität hochpermeabler Legierungen auf Nickel-Eisen-Basis. Dissertation TU Dresden, Fakultät für Technologie. Dresden 1966.
- Die magnetischen Kristallanisotropiekonstanten K1, K2, K3 von Nickel-Eisen-Legierungen. Zeitschr. f. Angew. Physik 22 (1967) 2, 106–111.
- G. Rassmann; U. Hofmann: Zusammensetzung, Ordnungszustand und Eigenschaften höchstpermeabler Nickel-Eisen-Basislegierungen. In: Magnetismus. Deutscher Verlag für Grundstoffindustrie, Leipzig 1967, S. 176–198.
- G. Rassmann; U. Hofmann: Classification of High-Permeability Nickel-Iron-Alloys. Journ. Appl. Phys. Vol. 39. No 2 (Part I) 603-605. 1. Febr. 1968.
- H. Gengnagel and U. Hofmann: Temperature Dependence of the Magnetocrystalline Energy Constants K1, K2 and K3 of Iron. Phys. Stat. Sol. 29 (1968) 91–97.
- U. Hofmann; A. Handstein; K. Hausmann: On the Temperature Dependence of the Magnetic Crystal Energy of Nickel. Phys. Stat. Sol. 40 (1969) K 81.
- K. Hausmann; U. Hofmann; M. Wolf: On the Influence of Atomic Order in Ni3Fe on the Magnetic Anisotropy and the Electrical Resistivity. Phys. Stat. Sol. (a) 6 (1971) 161–164.
- Properties of High-Permeability Nickel-Iron-Tungsten Alloys. Phys. Stat. Sol. (a) 11 (1972) 145–152.
- Physical Properties of Nickel-Rhenium Alloys. Phys. Stat. Sol (a) 33 (1976) 119–123.
- U. Hofmann, Volker Kempe: Die 5. Rechnergeneration. Sitzungsberichte der Akademie der Wissenschaften der DDR, Mathematik-Naturwissenschaften-Technik. Akademie-Verlag, Berlin 1986.
- I. S. Braude; U. Hofmann; H.-J. Kaufmann; V. I. Startsev: Effect of Point Defects on the Character of Distortions in High-Purity Molybdenium Single Crystals. Phys. Stat. Sol. (a) (1986) 98, p. 521–526.
- A. B. Lebedev; B. K. Kardashev; U. Hofmann; H.-J. Kaufmann; D. Schulze: Dislocation Internal Friction and Temperature Dependence of Yield Stress in High-Purity Molybdenium Single Crystals. Crist. Res. Technol. 24 (1989) 11, 1143–1149.
- U. Hofmann (Hrsg.): Beiträge zur Forschungstechnologie, Schriftenreihe für Experimentalmethodik, Systemanalyse und Instrumentierung in der naturwissenschaftlichen, medizinischen und technischen Forschung. Akademieverlag, Berlin, Ersch. unregelmäßig, von 1975 bis 1989 achtzehn Hefte und mehrere Sonderbände.
- Zur Planung und Organisation der Forschung an der Akademie der Wissenschaften der DDR. Abhandlungen der Leibniz-Sozietät der Wissenschaften zu Berlin, Band 6, S. 63–75. trafo Verlag, Berlin 2001. In: Die Berliner Akademie nach 1945, Zeitzeugen berichten. Herausgegeben von Wolfdietrich Hartung und Werner Scheler.
- Die Akademie der Wissenschaften der DDR – Bericht eines verantwortlich Beteiligten. In: Forschungsakademien in der DDR – Modelle und Wirklichkeit, S. 65–102. Leipziger Universitätsverlag 2014. Herausgegeben von Wolfgang Girnus und Klaus Meier.
- Werner Kriesel; U. Hofmann: Kybernetik, Automatisierung und Autonomisierung - zu einem Imperativ der Automation. In: Peter Brödner, Klaus Fuchs-Kittowski (Hrsg.): Zukunft der Arbeit - Soziotechnische Gestaltung der Arbeitswelt im Zeichen von "Digitalisierung" und "Künstlicher Intelligenz". Tagung der Leibniz-Sozietät am 13. Dezember 2019 in Berlin, Hochschule für Technik und Wirtschaft. Abhandlungen der Leibniz-Sozietät der Wissenschaften zu Berlin, Band 67, S. 225–247. trafo Wissenschaftsverlag, Berlin 2020, ISBN 978-3-86464-219-7.